# Équipe de Russie de rugby à XV
Cet article traite de l'équipe masculine. Pour l'équipe féminine, voir Équipe de Russie de rugby à XV féminin.
Pour les articles homonymes, voir Équipe de Russie de rugby.
L'équipe de Russie de rugby à XV est l'équipe qui représente la Russie dans les compétitions majeures de rugby à XV ; d'autres équipes représentent la Russie dans des compétitions internationales de rugby à XV : l'équipe « A » qui est une équipe réserve de l'équipe fanion, l'équipe des moins de 20 ans ou encore l'équipe féminine. Elle rassemble les meilleurs joueurs de Russie sous le patronage de la Fédération de l'Union Soviétique de rugby (1936-1992), puis de la Fédération russe de rugby depuis 1992. Au 9 mars 2020, elle occupe la vingtième place au classement des équipes nationales de rugby.

## Histoire
Le 27 mars 2010, la Russie termine à la seconde place du Championnat européen des nations, avec sept victoires (42-15 et 38-20 contre l'Espagne, 18-14 et 14-10 contre le Portugal, 53-0 et 48-11 contre l'Allemagne, 28-19 en Roumanie). Elle se qualifie de manière historique pour la phase finale de la Coupe du monde 2011, une grande première pour cette nation.
Après seulement deux victoires à la phase aller du Championnat européen des nations, les Russes commencent leur périple en coupe du monde avec une petite défaite face aux États-Unis sur le score de 6-13, arrachant un point de bonus défensif dès le premier match de leur histoire dans la compétition suprême. Par la suite, la Russie, de manière logique, se fait battre par l'Italie (53-17), l'Irlande (62-12) et l'Australie (68-22). Toutefois, menés 47 à 5 par l'Australie à la mi-temps du dernier match, les Russes ne perdent la seconde mi-temps que 21 à 17 contre cette équipe championne du monde en 1991 et 1999. La Russie quitte la coupe du monde en marquant tout de même huit essais contre trois grandes équipes du rugby mondial : trois contre l'Italie, deux contre l'Irlande, trois contre l'Australie. Après cette aventure, l'équipe de Russie est classée à la 20e place au classement IRB du 19/12/2011.
En mars 2012, la Russie finit quatrième du Championnat européen des nations avec cinq victoires (deux contre l'Ukraine, deux contre l'Espagne, une au Portugal) et cinq défaites. En février 2013, elle entre dans le Championnat européen des nations de rugby à XV 2012-2014 avec une victoire 13-9 contre l'Espagne. S'ensuivent deux défaites en Roumanie (29-14) et contre la Géorgie (9-23), puis deux victoires au Portugal (23-31) et contre la Belgique (43-32). À la phase retour, la Russie bat toujours l'Espagne (28-25), le Portugal (34-18), la Belgique (34-20) ; mais s'incline lourdement encore contre les leaders géorgien (36-10) et roumain (34-3). Troisième du championnat, elle se qualifie pour les barrages pour la coupe du monde de rugby à XV 2015. Les Russes remportent leur premier barrage contre le Zimbabwe (23-15) et accèdent à l'ultime face-à-face contre l'Uruguay. Au match aller, les Ours l'emportent par la plus petite marge (22-21). Mais au match retour, les Teros uruguayens prennent le dessus en seconde période, pour s'imposer 36-27. Défaits sur un score cumulé de 57 à 49, les Russes voient une seconde participation d'affilée au tournoi suprême leur échapper.

## Palmarès
Résultats de la Russie pour chaque édition de la Coupe du monde dont le pays organisateur principal est indiqué :
| Édition               | Bilan                                 |
| --------------------- | ------------------------------------- |
| Nouvelle-Zélande 1987 | non invitée                           |
| Angleterre 1991       | non qualifiée                         |
| Afrique du Sud 1995   | non qualifiée                         |
| Pays de Galles 1999   | non qualifiée                         |
| Australie 2003        | non qualifiée                         |
| France 2007           | non qualifiée                         |
| Nouvelle-Zélande 2011 | qualifiée, éliminée en phase de poule |
| Angleterre 2015       | non qualifiée                         |
| Japon 2019            | qualifiée, éliminée en phase de poule |
| France 2023           | disqualifiée                          |

## Joueurs emblématiques

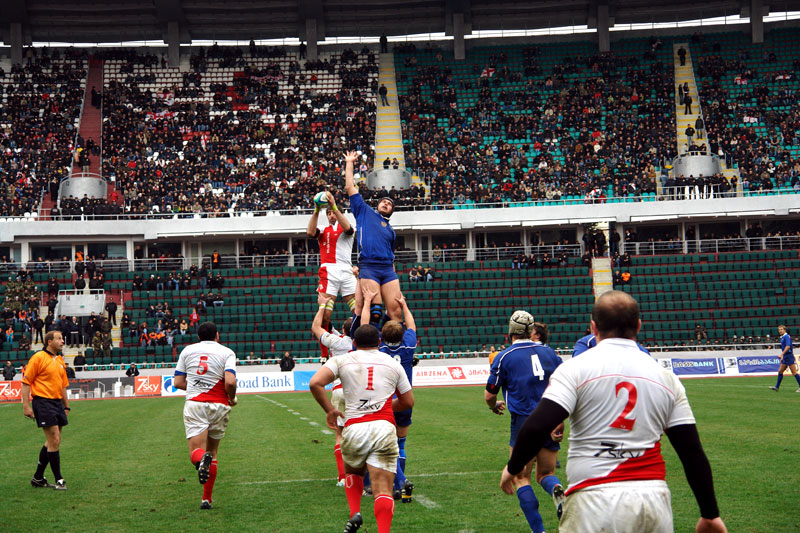
Rencontre entre la Géorgie et la Russie, le 24 mars 2007.

- Vladimir Aïtoff
- Vassili Artemiev
- Viatcheslav Gratchiov
- Victor Gressev
- Kirill Koulemine
- Iouri Kouchnariov
- Igor Mironov
- Andreï Ostrikov
- Konstantin Ratchkov
- Sergueï Sergueïev
- Alexandre Tikhonov
- Murat Uanbayev

## Équipe actuelle

### Avants
| Joueur               | Poste                          | Club                |
| -------------------- | ------------------------------ | ------------------- |
| Sergueï Tchernychiov | Talonneur                      | Slava Moscou        |
| Evgueni Matveïev     | Talonneur                      | VVA Podmoskovye     |
| Stanislav Selski     | Talonneur                      | Enisey-STM          |
| Azamat Bitiev        | Pilier                         | Krasny Yar          |
| Kirill Gotovtsev     | Pilier                         | Krasny Yar          |
| Valeri Morozov       | Pilier                         | Sale Sharks         |
| Vladimir Podrezov    | Pilier                         | VVA Podmoskovye     |
| Andreï Polivalov     | Pilier                         | VVA Podmoskovye     |
| Evgueni Ielguine     | Deuxième ligne                 | Enisey-STM          |
| Bogdan Fedotko       | Deuxième ligne                 | Krasny Yar          |
| Andreï Garbouzov     | Deuxième ligne                 | Krasny Yar          |
| Andreï Ostrikov      | Deuxième ligne                 | Grenoble            |
| Victor Arhip         | Troisième ligne centre ou aile | Krasny Yar          |
| Taguir Gadjiev       | Troisième ligne centre ou aile | RC Kuban            |
| Victor Gressev       | Troisième ligne centre ou aile | Krasny Yar          |
| Roman Khodine        | Troisième ligne centre ou aile | RC Kuban            |
| Anton Sytchiov       | Troisième ligne centre ou aile | Novokouznetsk Rugby |
| Nikita Vaviline (en) | Troisième ligne centre ou aile | Slava Moscou        |
| Vitaly Zhivatov      | Troisième ligne centre ou aile | VVA Podmoskovye     |

### Arrières
| Joueur                  | Poste            | Club            |
| ----------------------- | ---------------- | --------------- |
| Vassili Dorofeïev       | Demi de mêlée    | Krasny Yar      |
| Dmitri Perov            | Demi de mêlée    | VVA Podmoskovye |
| Ramil Gaisin (en)       | Demi d'ouverture | Enisey-STM      |
| Iouri Kouchnariov       | Demi d'ouverture | Krasny Yar      |
| Sergueï Ianiouchkine    | Demi d'ouverture | Lokomotiv Penza |
| Igor Galinovski         | Centre           | Krasny Yar      |
| Dmitri Guerassimov (en) | Centre           | Enisey-STM      |
| Victor Kononov          | Centre           | Enisey-STM      |
| Vladimir Ostroouchko    | Centre           | RC Kuban        |
| German Davydov          | Ailier           | VVA Podmoskovye |
| Kirill Golosnitski      | Ailier           | Krasny Yar      |
| Denis Simplikevich      | Ailier           | Enisey-STM      |
| Vladislav Sozonov       | Ailier           | VVA Podmoskovye |
| Vassili Artemiev        | Arrière          | Enisey-STM      |